# Andrej Hrausky
Andrej Hrausky, slovenski arhitekt, publicist, fotograf * 1952.

## Življenje in delo
Leta 1976 je diplomiral na Fakulteti za arhitekturo Univerze v Ljubljani. Njegov mentor je bil Edvard Ravnikar. 
Je član uredništva ab-arhitektov bilten. Dolgo časa je vodil arhitekturno galerijo DESSA, ki jo je tudi soustanovil. Leta 2014 je za 25. letno vodenje galerije DESSA je skupaj z Majdo Cajnko prejel Plečnikovo medaljo. Je avtor več knjig o arhitekturi Jožeta Plečnika, Maksa Fabianija, o arhitekturi Ljubljane in drugih. Je tudi avtor številnih razstavnih katalogov. Bil je tudi ekspert v delovni skupini za pripravo dokumentacije za vpis Plečnikove Ljubljane na seznam UNESCO. Za svoje delo je leta 2022 v Pragi prejel srednjeevropsko Plečnikovo nagrado.

## Izbor del
- Plečnikova arhitektura v Ljubljani / Andrej Hrausky ; 2., dopolnjena izd. (2022) (COBISS)
- Plečnikova Ljubljana / Andrej Hrausky (2017) (COBISS)
- Maks Fabiani : Dunaj, Ljubljana, Trst / Andrej Hrausky, Janez Koželj ; fotografije Miran Kambič (2015) (COBISS)
- Arhitekturni vodnik po Ljubljani : 107 izbranih zgradb / Andrej Hrausky, Janez Koželj ; fotografije Miran Kambič (2007) (COBISS)
- Jože Plečnik : Dunaj, Praga, Ljubljana / Andrej Hrausky, Janez Koželj, Damjan Prelovšek ; 3. ponatis (2017) (COBISS)